# Burning Angel
Burning Angel è il primo EP del gruppo musicale svedese Arch Enemy, pubblicato il 2 aprile 2002 dalla Toy's Factory.

## Descrizione
Pubblicato esclusivamente per il mercato giapponese, l'EP contiene l'omonimo brano contenuto nel quarto album in studio Wages of Sin (2001), più Lament of a Mortal Soul (inserita in precedenza come bonus track nella versione doppio CD di Wages of Sin), una reinterpretazione del brano Stargazer, originariamente realizzata dai Judas Priest, e il videoclip di Ravenous.

## Tracce
1. Burning Angel – 4:17
2. Lament of a Mortal Soul – 4:06
3. Stargazer – 3:25 – originariamente interpretata dai Judas Priest
4. Ravenous (Video) – 4:04

## Formazione
Gruppo
- Angela Gossow – voce (eccetto traccia 3)
- Johan Liiva – voce (traccia 3)
- Michael Amott – chitarra solista
- Christopher Amott – chitarra solista
- Sharlee D'Angelo – basso
- Daniel Erlandsson – batteria

Altri musicisti
- Per Wiberg – mellotron, pianoforte, tastiera